# الکساندر اسکریابین
الکساندر نیکولایویچ اسکریابین (به روسی: Александр Николаевич Скрябин)) آهنگساز و نوازنده پیانو اهل روسیه بود.
او در ابتدا تحت تأثیر فردریک شوپن بود، اما بعدها، مستقل از آرنولد شونبرگ، به آفرینش آثار آتونال رو آورد. برخی او را برجسته‌ترین آهنگساز نمادگرای روسیه می‌دانند.

## برخی از آثار
- ۱۰ سونات برای پیانو
- قطعه‌های فراوان برای پیانو در فرم‌های:

نکتورن، والس، امپرومپتو، مازورکا، اتود، …
- فهرست آثار

## شنیدن آثار
- deezer
- youtube
- اسکریابین در سال ۱۹۱۰ نُه اثر خود را برای شرکت وِلت مینیون ضبط کرد که نمونه‌ای از آن را در ویکی‌پدیا می‌شنوید.